# Sestav šestih dekagramskih prizem
Sestav šestih dekagramskih prizem je v geometriji sestav uniformnih poliedrov simetrična razporeditev šestih dekagramskih prizem, ki so razporejene vzdolž osi s petkratno vrtilno simetrijo dodekaedra.
Sklic v preglednici na desni se nanaša na seznam sestavov uniformnih poliedrov.

## Kartezične koordinate
Kartezične koordinate oglišč tega sestava so vse ciklične koordinate vrednosti:
(±√(τ/√5), ±2τ−1, ±√(τ−1/√5))
(±(√(τ/√5)+τ−2), ±1, ±(√(τ−1/√5)−τ−1))
(±(√(τ/√5)−τ−1), ±τ−2, ±(√(τ−1/√5)+1))
(±(√(τ/√5)+τ−1), ±τ−2, ±(√(τ−1/√5)−1))
(±(√(τ/√5)−τ−2), ±1, ±(√(τ−1/√5)+τ−1))
kjer je τ = (1+√5)/2 zlati rez, ki ga včasih pišemo kot φ.

## Vir
- Skilling, John (1976), »Uniform Compounds of Uniform Polyhedra«, Mathematical Proceedings of the Cambridge Philosophical Society, 79 (03): 447–457, doi:10.1017/S0305004100052440, MR 0397554.

Sestav šestih dekagramskih prizem